# Melanophryniscus vilavelhensis
Melanophryniscus vilavelhensis é uma espécie de anfíbio da família Bufonidae. Endêmica do Brasil, onde pode ser encontrada apenas no Parque Estadual de Vila Velha no município de Ponta Grossa, estado do Paraná.